# Coniopteryx (Scotoconiopteryx) tucumana
Coniopteryx (Scotoconiopteryx) tucumana is een insect uit de familie van de dwerggaasvliegen (Coniopterygidae), die tot de orde netvleugeligen (Neuroptera) behoort. 
Coniopteryx (Scotoconiopteryx) tucumana is voor het eerst wetenschappelijk beschreven door Navás in 1930.